# 凯萨·贝里奎斯特
凯萨·贝里奎斯特（瑞典語：Kajsa Bergqvist，1976年10月12日—），瑞典女子田径运动员。她曾代表瑞典参加1996年和2000年夏季奥林匹克运动会田径比赛，其中2000年奥运会获得一枚铜牌。